# Selomothus diversiceps
Selomothus diversiceps är en skalbaggsart som beskrevs av Leon Fairmaire 1891. Selomothus diversiceps ingår i släktet Selomothus och familjen Melolonthidae. Inga underarter finns listade i Catalogue of Life.